# Lubomír Knapp
Lubomír Knapp (Prostějov, 19 novembre 1950) è un ex calciatore cecoslovacco, di ruolo centrocampista.

## Carriera

### Club
Bandiera del Baník Ostrava, società nella quale ha giocato per un decennio, con gli slesiani vince tre campionati cecoslovacchi, una Coppa nazionale e tre Coppe Piano Karl Rappan. Totalizza 237 presenze e 43 reti in campionato, 11 incontri e 5 gol in Coppa dei Campioni, 12 gettoni e 1 marcatura in Coppa delle Coppe UEFA e 16 presenze con 1 gol nella Coppa UEFA. Nel 1983 si trasferisce al Sigma Olomouc, dove chiude la carriera.

### Nazionale
Debutta il 13 novembre del 1974 contro la Polonia (2-2). Gioca altre nove partite con la maglia della Cecoslovacchia tra il 1975 e il 1977.

## Palmarès

### Club

#### Competizioni nazionali
- Campionato cecoslovacco: 3

Baník Ostrava: 1975-1976, 1979-1980, 1980-1981
- Československý Pohár: 1

Baník Ostrava: 1977-1978

#### Competizioni internazionali
- Coppa Piano Karl Rappan: 3

Baník Ostrava: 1974, 1976, 1979